# Cukierek albo psikus

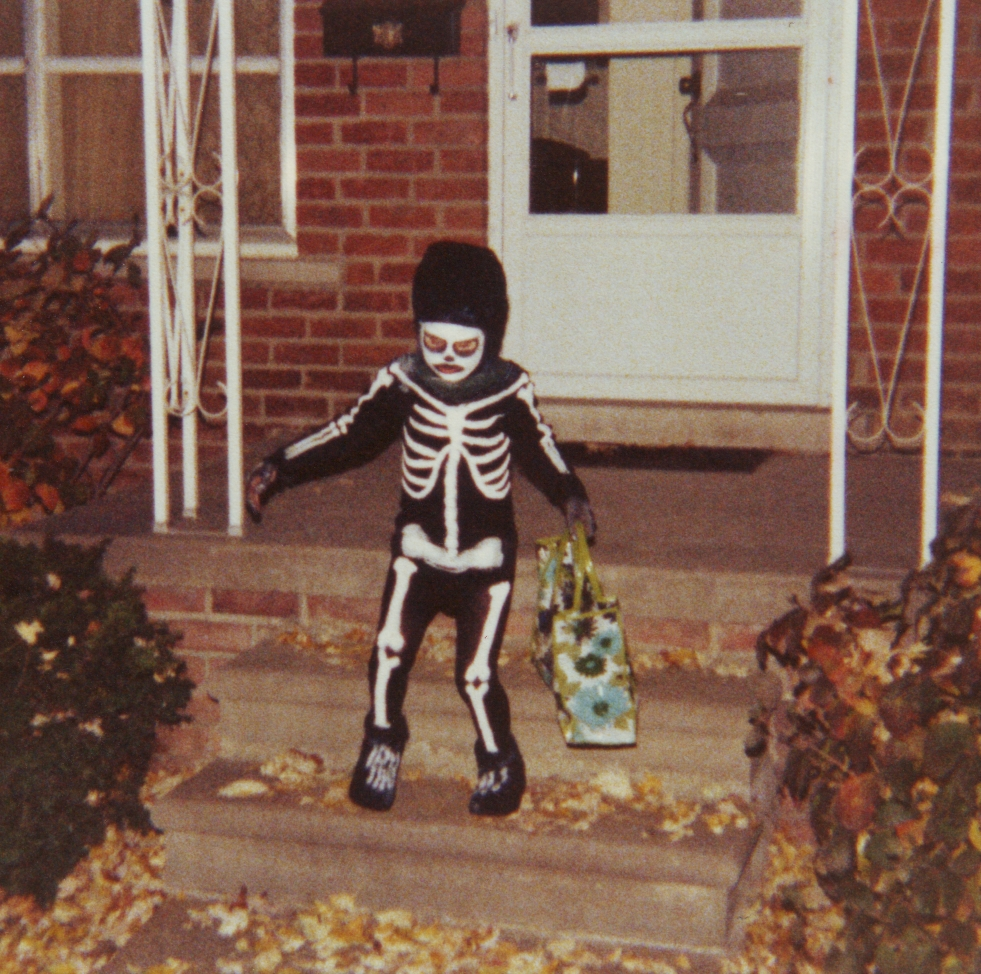
Dziecko w przebraniu, proszące o słodycze

Cukierek albo psikus (ang. trick-or-treating) – zwyczaj związany z Halloween. Dzieci chodzą w przebraniach od domu do domu, prosząc o słodycze lub czasami pieniądze, z pytaniem cukierek albo psikus?. Psikusem tym może być psota wykonana na właścicielach domu lub ich własności, jeśli właściciel nie da zapłaty.
Należy jednak pamiętać, że odwiedzany dom musi być udekorowany halloweenowymi ozdobami. Jeśli dom nie jest udekorowany, dzieci omijają go.
W Stanach Zjednoczonych cukierek albo psikus jest teraz jedną z głównych tradycji Halloween i ludzie, którzy mają w sąsiedztwie dzieci, przygotowują się do niego, wcześniej kupując słodkości.